# 費拉迪聖安娜

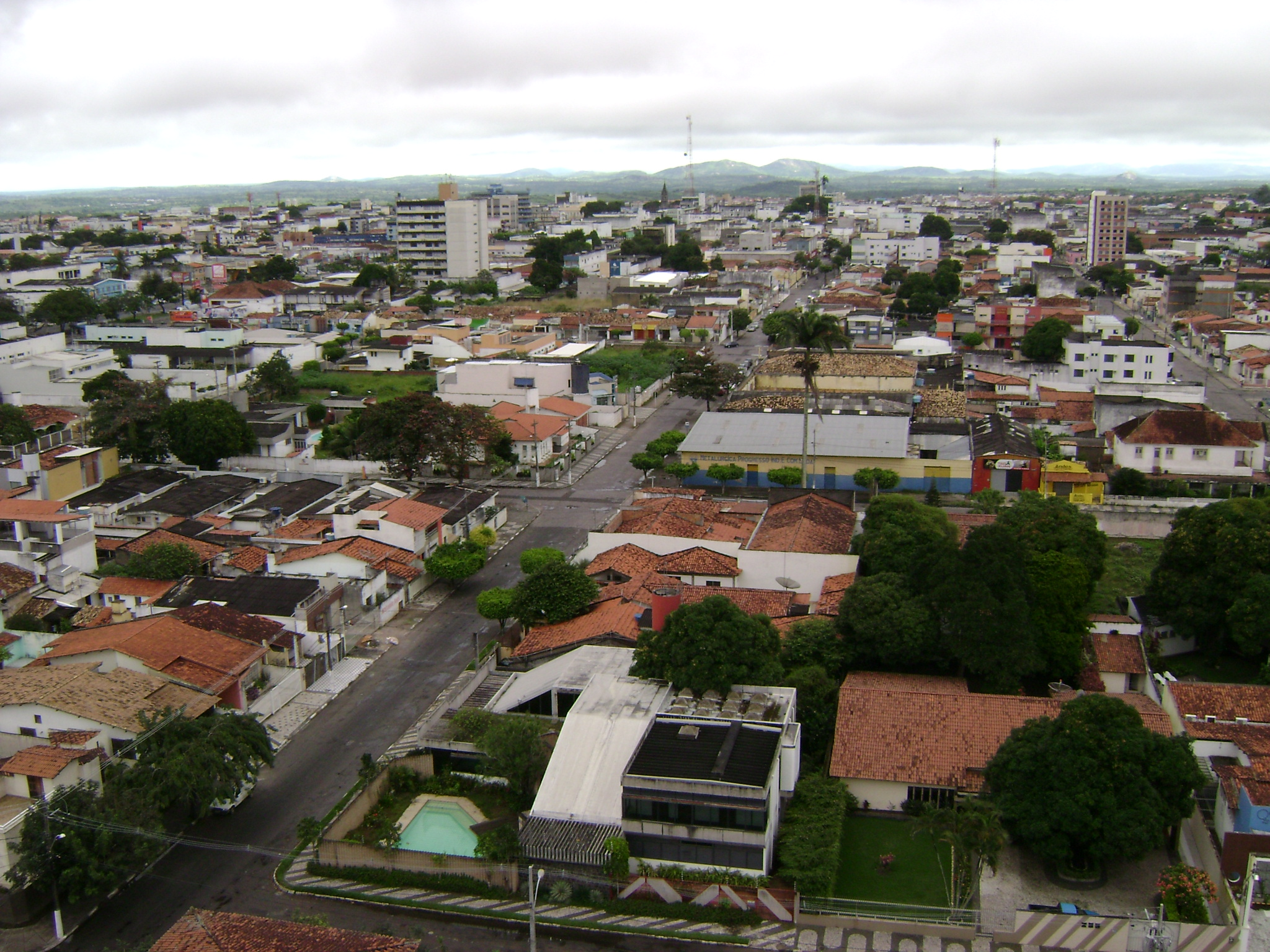
費拉迪聖安娜

費拉迪聖安娜（葡萄牙語發音：[ˈfejɾɐ d(ʒi) sɐ̃ˈtɐ̃nɐ]）是巴西的城市，位於該國東部，距離首府薩爾瓦多約100公里，由巴伊亞州負責管轄，面積1,362平方公里，海拔高度286米，受半乾旱氣候影響，2010年人口556,756。